# 栃木県道21号湯本小島線
栃木県道21号湯本小島線（とちぎけんどう21ごう ゆもとこじません）は、栃木県那須郡那須町内の県道（主要地方道）である。

## 概要
栃木県道28号大子那須線と合わせ、那須町市街地の黒田原地区から那須高原エリアまでを連絡する役割を持つ道路。

### 路線データ
- 総延長：9.604 km
- 実延長：9.604 km
- 起点：栃木県那須郡那須町大字湯本（一軒茶屋南交差点＝栃木県道17号那須高原線交点）
- 終点：栃木県那須郡那須町大字寺子丙（小島交差点＝国道4号・栃木県道28号大子那須線交点）
- 認定：1961年（昭和36年）4月1日

## 歴史
- 1961年（昭和36年）4月1日 - 認定。
- 1993年（平成5年）5月11日 - 建設省から、県道湯本漆塚線が湯本漆塚線として主要地方道に指定される[1]。
- 2004年（平成16年）12月20日 - 那須町大字大島から寺子丙・小島交差点までの新道が開通[2]。
- 2017年（平成29年）3月24日 - 2004年に開通した新道を現道として、旧道の認定を解除する。同時に路線名を湯本漆塚線から湯本小島線に変更する[3]。

## 路線状況

### 重複区間
- 栃木県道68号那須西郷線（那須郡那須町高久丙 地内）

## 地理

### 交差する道路
- 栃木県道17号那須高原線（起点）
- 栃木県道68号那須西郷線（那須郡那須町高久丙）
- 栃木県道68号那須西郷線（那須郡那須町高久丙・池田交差点）
- 栃木県道344号湯本大島線（那須郡那須町大島）
- 国道4号・栃木県道28号大子那須線（終点）